# Суворин, Алексей Сергеевич
Алексе́й Серге́евич Суво́рин (11 [23] сентября 1834, село Коршево, Воронежская губерния — 11 [24] августа 1912, Царское Село, Санкт-Петербургская губерния) — русский журналист, издатель, писатель, театральный критик и драматург.

## Биография

### Ранние годы
Алексей Суворин родился 11 (23) сентября 1834 года в селе Коршеве Бобровского уезда Воронежской губернии (ныне — Бобровский район Воронежской области). Его отец, Сергей Дмитриевич Суворин (1784—1855), был из большой однодворческой семьи, известной в Коршеве под прозвищем Путатовых; уже женатый, был взят по набору в солдаты, попал в Преображенский лейб-гвардии полк; раненый в Бородинском сражении и получивший затем офицерский чин, был квартирмейстером и казначеем в Костромском пехотном полку; дослужился до штабс-капитана и вышедший после польской кампании в отставку капитаном, что в то время давало потомственное дворянство. После смерти жены, Ксении Емельяновны, умершей от холеры, в возрасте 49 лет, он женился повторно — на двадцатилетней Александре Львовне Соколовой (1808—1889), дочери священника. В этом браке родилось девять детей: трое сыновей (Алексей, Пётр, Дмитрий) и шесть дочерей (Анна, Авдотья, Мария, Варвара, Анастасия, Александра); никто не умер раньше 20 лет; Алексей был старшим ребёнком.
Суворин учился в воронежском Михайловском кадетском корпусе (окончил в 1851 году) и в специальных классах Дворянского полка (ныне Константиновское военное училище), откуда был выпущен в сапёры. Вскоре он вышел в отставку, выдержал экзамен на звание учителя уездного училища и отдался педагогической деятельности, сначала в Боброве, затем в Воронеже, где сблизился с М. Ф. Де-Пуле и поэтом И. С. Никитиным.
В изданной Де-Пуле «Воронежской беседе» (1861) Суворин поместил, между прочим, рассказ из народной жизни «Гарибальди», получивший большую известность благодаря тому, что его часто читал на литературных вечерах знаменитый актёр Садовский. С 1858 году Суворин стал помещать переводные стихи и мелкие статейки в «Вазе», «Московском вестнике», «Весельчаке» и «Русском дневнике». Несколько корреспонденций из Воронежа (под псевдонимом Василий Марков) в «Русской речи» (1861) обратили на себя внимание издательницы этого журнала, графини Е. В. Салиас-де-Турнемир, которая предложила Суворину переселиться в Москву и принять постоянное участие в «Русской речи». Когда «Русская речь» прекратилась, Суворин занялся составлением книжек для народного чтения, для московского «Общества распространения полезных книг» («Ермак, покоритель Сибири», «Боярин Матвеев», «История Смутного времени»; последняя не была пропущена цензурой). Повесть «Солдат и солдатка» была напечатана в журнале «Современник» (1862, № 2), «Жизнь патриарха Никона» — в «Ясной Поляне» Л. Н. Толстого (есть отдельное издание), в журнале «Отечественные записки» — рассказ «Отверженный» (1863, № 1) и повесть «Алёнка» (1863, № 7 и 8).

### Петербург
В 1863 году Суворин переселился в Петербург, где писал обозрение журналов в «Русском инвалиде» (за подписью А. И-н) и стал секретарём и ближайшим сотрудником «Санкт-Петербургских ведомостей», занявших после перехода к В. Ф. Коршу одно из первых мест в рядах умеренно-либеральной печати. Здесь Суворин под псевдонимом А. Бобровский поместил ряд полубеллетристических очерков текущей жизни, собранных затем в отдельной книжке под заглавием «Всякие: очерки современной жизни» (Санкт-Петербург, 1866). Прибавленные главы послужили поводом к возбуждению против Суворина в 1866 году судебного преследования. Окружной суд приговорил автора к 2 месяцам тюремного заключения; судебная палата заменила это наказание 3 неделями содержания на гауптвахте. Сама книга была сожжена (изложение её содержания см. в «Сборнике сведений по книжно-литератур. делу за 1866 г.» Черепина, М., 1867).
Широкую известность Суворин приобрёл во второй половине 1860-х годов, когда он под псевдонимом Незнакомец стал писать в «Санкт-Петербургские ведомости» воскресный фельетон («Недельные очерки и картинки»). Крупное значение в газетном деле этому фельетону впервые дал блестящий талант Суворина, соединявший в себе тонкое остроумие с искренностью чувства и уменьем к каждому предмету подойти со стороны его общественного значения. Суворин расширил рамки воскресного фельетона, введя в него обсуждение самых различных сторон современной государственной, общественной и литературной жизни.
Это были лучшие опыты русского политического памфлета, не стеснявшиеся нападать очень резко на отдельных лиц, но вместе с тем только на общественную сторону их деятельности. Самые сильные удары Суворин наносил представителям реакционной журналистики — Каткову, Скарятину, князю Мещерскому и другим. По своим убеждениям Суворин был умеренно-либеральным западником, исходившим из принципов широкой политической свободы, терпимости и протеста против узкого национализма. Это сближало его, между прочим, с «Вестником Европы», где он в 1869—1872 годах помещал заметки о новых книгах и ряд критических и других статей (более крупные из них: «Новый роман Виктора Гюго», 1869, № 6 и 7; «Французское общество в новом романе Флобера», 1870, № 1 и 2; «В гостях и дома (Заметки о Германии)», 1870, № 9 и 10; «Русская драматич. сцена», 1871, № 1; «Историческая сатира» («История одного города» Щедрина), 1871, № 1).
Огромный успех фельетонов Незнакомца сделал его имя ненавистным в известных кругах, и когда в 1874 году В. Ф. Корш и его редакция были устранены от «Санкт-Петербургских ведомостей», то одним из главных к тому мотивов были выставлены фельетоны Суворина. Вынужденный уход из «Санкт-Петербургских ведомостей» вызвал всеобщее сожаление, сказавшееся весьма ярко, когда Суворин в начале 1875 году выпустил две книжки своих «Недельных очерков и картинок». Очерки, в основном писанные на злобу дня, в значительной степени уже утратили актуальность, но тем не менее были раскуплены в несколько дней — факт для книжной торговли того времени почти небывалый.

### «Новое время»
В конце 1875 года Суворин стал писать воскресные фельетоны в «Биржевых ведомостях» В. А. Полетики, а в начале 1876 года приобрёл вместе с В. И. Лихачёвым газету «Новое время». В роли официального редактора он не мог выступить по цензурным причинам и считался только издателем, кем и оставался до конца жизни. Ожидания, возбуждённые переходом «Нового времени» к Суворину, были большие; никто не сомневался в том, что воскресают коршевские «Санкт-Петербургские ведомости»; М. Е. Салтыков-Щедрин и Н. А. Некрасов дали свои произведения для первых номеров. Но этим ожиданиям не суждено было сбыться. Став наиболее яркой выразительницей симпатий к болгарскому восстанию 1876 года, газета имела огромный успех не только среди прежних поклонников таланта Суворина, но и в публике совсем иного сорта. Это повело к тому, что через 1—2 года духовный облик издателя становится до неузнаваемости иным, скорее консервативного направления. Среди демократов «Новое время» за популизм и отсутствие принципов получило кличку «Чего изволите?».
Лично Суворин, впрочем, не может быть отождествлён с его газетой. Литературная его манера осталась, в общих чертах, та же, какая была у него в «Санкт-Петербургских ведомостях»; она в основном была свободна от грубого задевания личности, от вульгарных издевательств (в отличие от ведущего критика «Нового времени» В. П. Буренина). Публицистическая деятельность Суворина с приобретением «Нового времени» в общем ослабела. От воскресного фельетона он себя освободил и только изредка вёл рубрику «Маленькие письма».
В 1901 году Суворин принял участие в создании монархической организации «Русское собрание», первое заседание которой прошло в помещении редакции «Нового времени». Он вошёл в совет Русского собрания, но со временем отошёл от активной деятельности.
Последние годы Суворин усердно занимался театром, к которому издавна был близок как театральный рецензент, и стал во главе литературно-артистического кружка (Малый театр).
С газетой «Новое время» сотрудничал Антон Чехов. Суворин увидел талант Чехова и сумел сделать его известным на всю страну. Суворин был близок к Чехову, сохранилась значительная часть их обширнейшей переписки.
Скончался Суворин 11 (24) августа 1912 года в Царском Селе, на даче вблизи Баболовского дворца. Похоронен в Петербурге на Никольском кладбище Александро-Невской лавры (3-я дор.).

## Драматург
Как драматург, Суворин известен пользовавшейся большим успехом драмой из жизни актёров «Татьяна Репина». Премьера состоялась в Петербурге 11 декабря 1888 года. «Татьяна Репина» навеяна реальным событием — самоубийством молодой актрисы Евлалии Кадминой в Харькове в 1881 году. А. П. Чехов, друживший в то время с Сувориным, написал одноактное «продолжение» «Татьяны Репиной» под тем же названием с теми же персонажами. Суворин напечатал высоко оцененную им чеховскую пьесу в виде малотиражного отдельного оттиска в типографии «Нового времени» (полноценная публикация и постановка по цензурным условиям были невозможны).
Такой же успех имела и драма «Медея», написанная Сувориным в сотрудничестве с В. П. Бурениным (СПб., 1883, 3 изд., СПб., 1892). Историческая драма «Дмитрий Самозванец и царевна Ксения». Кроме того, Суворин написал шутки и комедии: «Биржевая горячка», «Не пойман, не вор», «Он в отставке», «Честное слово», «Женщины и мужчины» и др. Другие литературные произведения С.: роман «В конце века Любовь» (СПб., 1893, 3 изд., 1898), вступительный этюд к изданию «Горя от ума» (СПб., 1886) и подробный анализ подделки пушкинской «Русалки» (СПб., 1900).

## Издатель
С 1872 года Суворин издавал весьма распространенный «Русский календарь». Почти одновременно с приобретением «Нового времени» он основал книжный магазин и издательскую фирму, занимающую одно из первых мест в русской книжной торговле. Суворин-издатель создавал своим работникам благоприятные условия. Для мастеров-печатников, работников книжных киосков и магазинов нанимались квартиры, которые оплачивались издателем; бесплатными были отопление, освещение, услуги врача и лекарства.
С 1895 года издает популярное справочное издание «Вся Россия». В ряду его многочисленных изданий особенного внимания заслуживает серия «Дешёвая библиотека» (образцом для неё послужили немецкая «Universal-Biblothek» и французская «Bibliothèque Nationale»), выпустившая уже несколько сот книжек классических произведений русских и иностранных писателей. Ср. «Библиограф», 1893 г.

Кто поставлен был в такие тиски, как современный журналист, тот едва ли выйдет сух из воды. Провинность я за собой чувствую как журналист, но если я удостоюсь того, что моя деятельность будет когда-нибудь оценена беспристрастно, то я уверен, что в результате будет плюс. Как издатель я оставлю прекрасное имя. Да, прямо так и говорю. Ни одного пятна. Я издал много, я никого не эксплуатировал, никого не жал, напротив, делал все, что может делать хороший хозяин относительно своих сотрудников и рабочих. <…> Газета дает до 600 тысяч в год, а у меня кроме долгов ничего нет, то есть нет денег. Есть огромное дело, которое выросло до миллионного оборота, но я до сих пор не знал никакого развлечения, никаких наслаждений, кроме труда самого каторжного. Расчетлив я никогда не был, на деньги никогда не смотрел как на вещь, стоящую внимания.

До 1914 года издательство Суворина выпускало подробный адресный справочник «Весь Петербург». Справочник содержал как информацию по самым разным учреждениям и улицам, так и поимённый список квартиросъёмщиков — с адресами, званиями и профессиями, телефонами.

## Семья
- Первый брак с Анной Ивановной Барановой (1840—1874). Анна Ивановна, переводчица и публицистка, была тяжело ранена в петербургской гостинице «Belle Vue» влюбленным в неё офицером-артиллеристом в отставке, кандидатом права Санкт-Петербургского университета Тимофеем Ивановичем Комаровым[15][16], который после совершенного им убийства застрелился сам[f]. У неё в браке с Алексеем Сергеевичем было 5 детей:
  - Дочь — Александра (1858—1885). Муж — Алексей Петрович Коломнин. Незадолго перед смертью ушла от мужа к Н. И. Холева. Умерла от диабета.
  - Сын — Михаил (1860—1936) — писатель, драматург, журналист и общественный деятель консервативного направления; умер в эмиграции в Белграде.
  - Сын — Алексей (1862—1937, Париж) — журналист (псевдоним Порошин), издатель. Популяризатор лечебного голодания[g]. Покончил жизнь самоубийством[h]. Жена — Евгения Константиновна Суворина, урождённая Вишневская.
    - Внук — Никита (1896—?), в Гражданскую войну — участник Белого движения, после 1920 года в эмиграции.
    - Внучка — Наталья Алексеевна Суворина (1902—1921) после Октябрьской революции осталась в России, работала переводчицей в агентстве «РОСТА». Была арестована ЧК по доносу некоего знакомого, у которого чекисты при обыске нашли номер газеты «Таймс», и приговорена к 6 месяцам принудительных работ. Находясь в тюрьме «Кресты», заболела дизентерией и умерла в возрасте 19 лет[20].

  - Сын — Владимир (1865—1887). Покончил жизнь самоубийством[i]. Трагический уход сына Суворина нашёл отражение в нескольких произведениях А. П. Чехова[j].
  - Сын — Валериан (1865—1888), близнец Владимира, горбун, любимец семьи. Умер от дифтерии[25].
- После трагической гибели жены А. С. Суворин в 1877 году вступил в брак с Анной Ивановной Орфановой (1858—1936, Париж), сестрой писателя-народника М. И. Орфанова. После 1920 года — в эмиграции. В этом браке родились трое детей[25][1]:
  - Дочь — Анастасия (сценич. псевд. Астра Суворина; 1877—1930, Нью-Йорк) — актриса, автор нескольких пьес, книги очерков «На автомобиле» (СПб.,1914). После 1917 года — в эмиграции, сначала в Японии, затем в США. Её муж — Сергей Викторович Мясоедов-Иванов (1876—1943), морской офицер, сын В. А. Мясоедова-Иванова. У них дети (внуки Суворина) — Алексей, Николай, Андрей.
  - Сын — Борис (1879—1940) — журналист, писатель и издатель; умер в эмиграции в Югославии[26].
  - Сын — Григорий (1881—1885), умер от дифтерии[25]. Суворин подозревал, что это не его ребёнок, летом 1885 года семья была на грани распада[1].

## Современники об А. С. Суворине
А. П. Чехов писал в 1888 году И. Л. Леонтьеву (Щеглову):

Действительно, Суворин представляет из себя воплощенную чуткость. Это большой человек. В искусстве он изображает из себя то же самое, что сеттер в охоте на бекасов, т. е. работает чертовским чутьем и всегда горит страстью. Он плохой теоретик, наук не проходил, многого не знает, во всем он самоучка — отсюда его чисто собачья неиспорченность и цельность, отсюда и самостоятельность взгляда. Будучи беден теориями, он поневоле должен был развить в себе то, чем богато наделила его природа, поневоле он развил свой инстинкт до размеров большого ума. 

## Адреса в Санкт-Петербурге
1890—1912 — Эртелев переулок (ныне — улица Чехова), 6 — собственный дом.

## Архив
Крупный фонд Алексея Сергеевича Суворина хранится в Российском государственном архиве литературы и искусства и состоит из 6746 ценных документов и материалов за 1860—1936 гг. В их числе переписка, документы, фотографии, автографы и наброски.

## Память
В родном селе Суворина Коршево названа улица в его честь.

## Комментарии
1. С. И. Смирнова (Сазонова) записала в своём дневнике: «Стасов похвалил Крамского за портрет Суворина, говоря, что он мастерски передал лукавое и мелкое выражение этого журналиста. Кто-то по дружбе показал эти строки Суворину. Тот вдруг нашёл, что у него на портрете в самом деле лукавая улыбка, что это сделано с умыслом, и накатал обиженное письмо Крамскому»[1].
2. ↑  С. И. Смирнова (Сазонова) записала в своём дневнике: «Стасов похвалил Крамского за портрет Суворина, говоря, что он мастерски передал лукавое и мелкое выражение этого журналиста. Кто-то по дружбе показал эти строки Суворину. Тот вдруг нашёл, что у него на портрете в самом деле лукавая улыбка, что это сделано с умыслом, и накатал обиженное письмо Крамскому»[1].
3. ↑  От первой жены Ксении Емельяновны у Сергея Дмитриевича Суворина было две дочери: Наталья и Евдокия.
4. ↑  К этому времени относится эпиграмма Козьмы Пруткова «Суворин и Буренин хотя и штатские,/ Но в литературе те же фурштатские*». * — (обозники). Ист.: «Военные афоризмы Фаддея Козьмича Пруткова» № 53.
5. ↑  Речь идёт о Театре имени А. С. Суворина, бывшем театре Литературно-художественного общества: «В 1895 году столичный Литературно-артистический кружок насчитывал среди своих членов целый ряд крупных деятелей литературы и театра. Председателем кружка был А. С. Суворин, товарищем председателя П. П. Гнедич, директорами: Г. К. Градовский, А. Р. Кугель, П. Д. Ленский (князь Оболенский), А. Н. Маслов и Н. И. Холева. Среди членов мы встречаем имена А. П. Чехова, Д. В. Григоровича, А. А. Потехина, В. П. Буренина, Д. Н. Мамина-Сибиряка, В. Г. Авсеенко, О. К. Нотовича, В. П. Далматова, М. М. Иванова, М. А. Суворина, С. М. Проппера, Н. С. Худекова, А. А. Плещеева и многих других лиц… Удачный опыт постановки кружком драматических спектаклей породил мысль об арендовании для этой цели кружком особого постоянного театрального помещения. Выбор инициаторов этого артистического предприятия пал на Малый театр». — Малый театр графа Апраксина[8]. Построен в 1874 году в Санкт-Петербурге на берегу Фонтанки архитектором Фонтоном[9].
6. ↑  «Описанная различными органами, от идейной „Недели“ до легкомысленных „Новостей“, личная драма Сувориных была открыта для публики — вплоть до зрелища обезображенного тела убитой женщины, описанного в газетах (как и тело самоубийцы) в больших подробностях»[17].
7. ↑  «Этот человек — русский эмигрант Алексей Суворин, сын А. С. Суворина, самого крупного книгоиздателя России»[18].
8. ↑  «Надо сказать, что А. А. Суворин был натурой крайне неуравновешенной, с большими странностями и с совершенно невероятной путаницей либерализма, славянофильства, терпимости, отрицания, прозорливости и тупости. Последним его увлечением были йоги, индийская мудрость, непротивление злу и в то же время резкая, властная, непреодолимая тяга к борьбе, беспощадности, презрению к несогласным, спорящим, инакомыслящим»[19].
9. ↑  2 мая 1887 года А. С. Суворин записал в дневнике: «Вчера застрелился Володя… Вечно один, вечно сам с собой… Вчера я слушал его странную комедию — везде умно, оригинально. Из него вышел бы талант, и я опять ничего не мог и не умел сделать»[21].
10. ↑  По мнению Тэмо Эсадзе, обстоятельства гибели Владимира Суворина «тождественны истории самоубийства» Константина Треплева в «Чайке»[22]. Есть и рассказ, на сюжет которого повлияла гибель Владимира Суворина, первоначально он назывался «Его первая любовь» и был опубликован 1 июня 1887 года, то есть уже после самоубийства Володи Суворина. В 1890 году при подготовке сборника «Хмурые люди» этот рассказ по сравнению с другими рассказами издания подвергся самой значительной переработке: имя главного героя было вынесено в заглавие «Володя», была написана сцена ночного свидания и самоубийства главного героя в финале. Самоубийства юношей в те годы были часты[23], однако официальная версия самоубийства Владимира Суворина — провал на экзаменах и грозящее отчисление из университета — оказалась созвучной с одной из причин самоубийства героя рассказа[24].